# 莱库尔蒂耶站
莱库尔蒂耶站（法語：Les Courtilles）是巴黎地鐵的一個車站，位于巴黎西北的塞纳河畔阿涅尔和热讷维利耶的交界处，是巴黎地鐵13號線西北端的起點車站，開通於2008年6月14日。2012年11月，法兰西岛有轨电车1号线延伸至莱库尔蒂耶站。

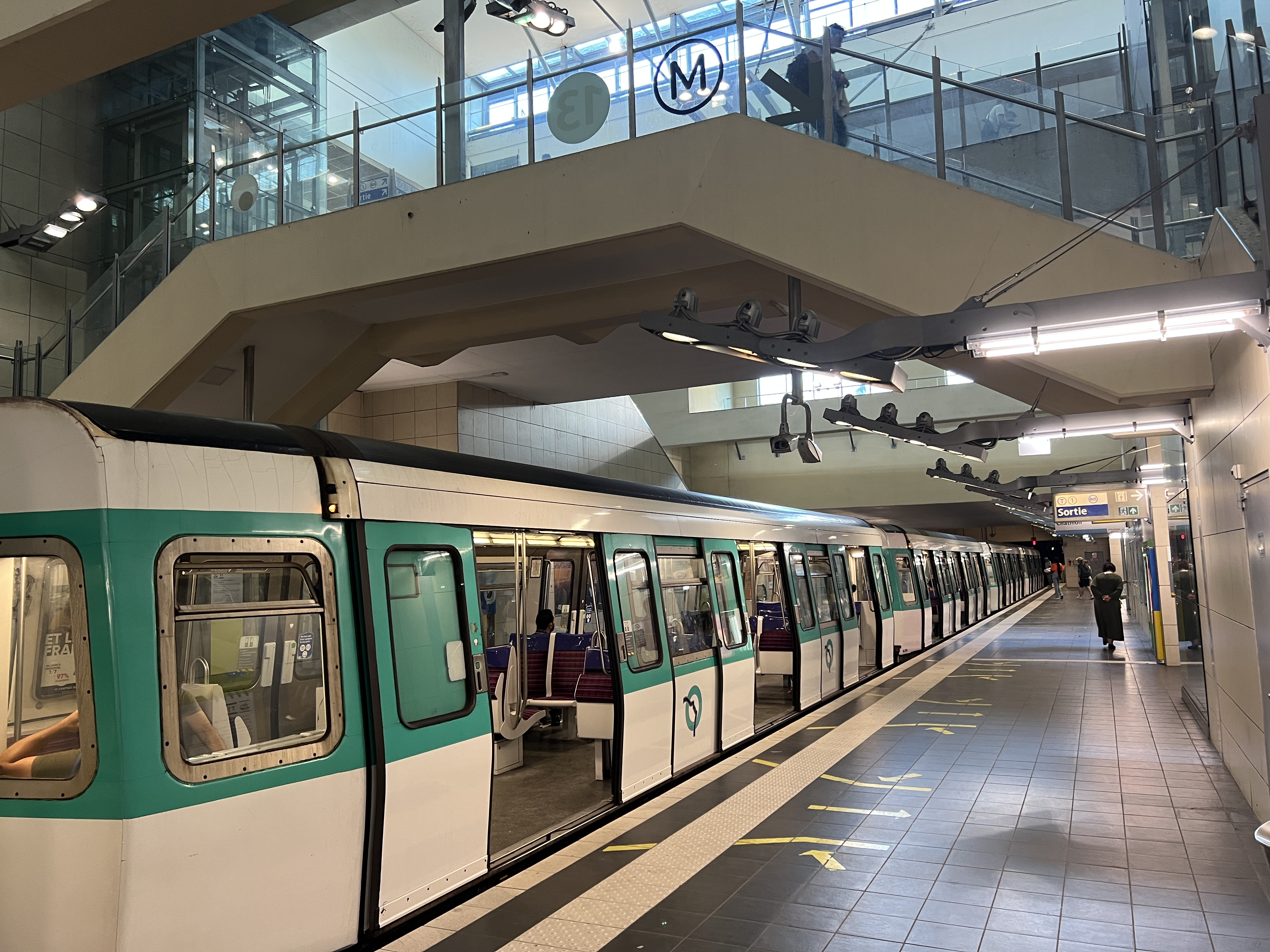
月台（2022年7月）

## 車站結構
| 街道層     |                    |                           |
| B1         | 夾層               |                           |
| 13號線月台 | 側式月台，右側開門 | 側式月台，右側開門        |
| 13號線月台 | 北行               | 只限落客                  |
| 13號線月台 | 南行               | 往沙蒂永-蒙魯日（阿涅特） |
| 13號線月台 | 側式月台，右側開門 |                           |